# Прапор культури їдиш

Прапор мови їдиш

Золотий Павич

Прапор їдишу є неофіційним символом мови і культури їдиш.
Популярний дизайн прапора складається з двох горизонтальних чорних смуг на білому тлі, що нагадують талліт, єврейську молитовну шаль, і менори в центрі, між смугами.
Прапор схожий на ізраїльський, але на останньому замість Менори зображена Маген Давид («Зірка Давида»), а смуги — сині, а не чорні.
Чорний прапор набув поширення, зокрема, на мовній платформі Duolingo. Іншим популярним символом культури та мови є Золотий Павич, історичний фольклорний образ.